# 诺悠翩雅

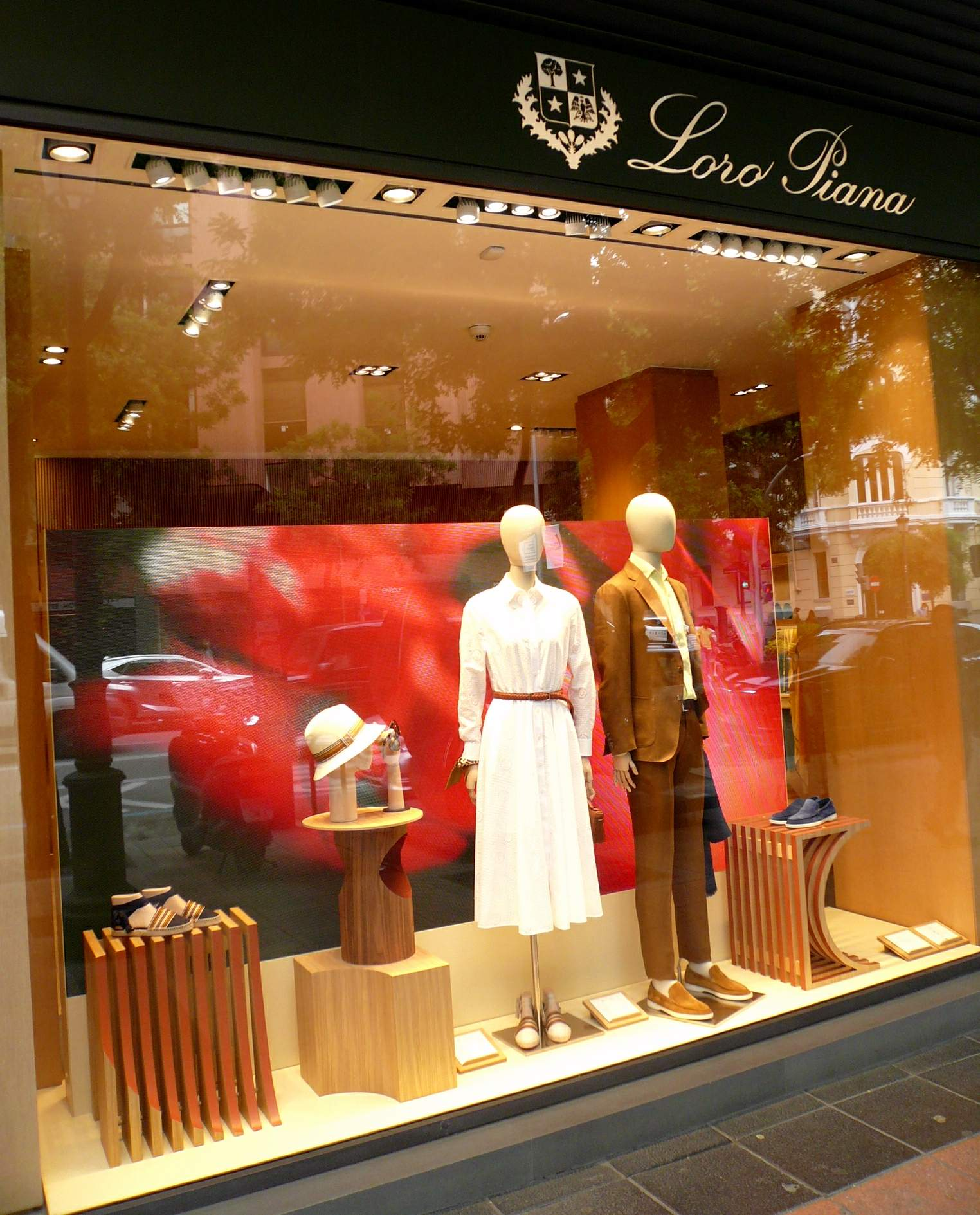
西班牙馬德里店的櫥窗

诺悠翩雅（英語：Loro Piana）是意大利的服装及面料生厂商，尤以高端、奢华的羊绒及羊毛产品知名。

## 公司简介

### 历史
诺悠翩雅的创始人皮亚纳家族最初定居在意大利北部以织布业闻名的特里韦罗，后来于19世纪转行为羊毛织物商人。在19世纪下半叶，皮亚纳家族将其商业活动转至瓦尔塞西亚并成立了“罗拉兄弟羊毛纺织公司（Lanificio Fratelli Lora e Compagnia）”。20世纪初，罗拉兄弟羊毛纺织公司改名为“杰诺尼夸罗纳羊毛纺织公司（Lanificio di Quarona di Zignone & C.）”。

## 赛事赞助
1985年开始，诺悠翩雅开始成为意大利马术运动联合会（Italian Equestrian Sports Federation）的合作伙伴并开始赞助意大利及其他国际骑手。
2006年，诺悠翩雅赞助了香港賽艇環島大賽。
从2008年开始，诺悠翩雅开始赞助了分别由船舶国际传媒和翡翠海岸游艇俱乐部组织的两项年度超级游艇赛事。